# Metathyriella roupalae
Metathyriella roupalae är en svampart som beskrevs av Syd. 1927. Metathyriella roupalae ingår i släktet Metathyriella och familjen Schizothyriaceae.   Inga underarter finns listade i Catalogue of Life.